# Fianarantsoa

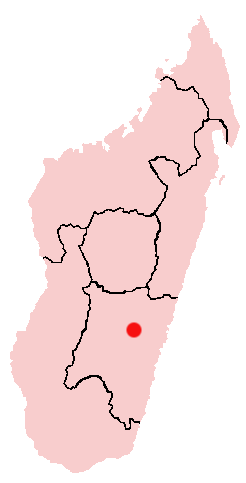
Localização de Fianarantsoa

Fianarantsoa é uma cidade da província de Fianarantsoa no sudeste de Madagáscar. A cidade está localizada a uma altitude média de 1200 metros e possui uma população de 144.225 habitantes (censo de 2001).